# Яцута, Константин Захарьевич
Константин Захарьевич Яцута (1876—1953) — советский российский анатом, доктор медицины, профессор.

## Биография
Родился 19 января 1876 года в селе Лохвице Полтавской губернии в семье служащего. В 1895 году окончил гимназию в Белгороде. В 1901 году окончил Военно-медицинскую академию в Санкт-Петербурге и был оставлен ассистентом на кафедре нормальной анатомии. В 1910 году защитил докторскую диссертацию на тему «К анатомии arteria meníngea media у человека и млекопитающих» (научный руководитель И. Э. Шавловский). В 1901—1915 годах работал в Военно-медицинской академии ассистентом, приват-доцентом, затем заведующим кафедрой нормальной анатомии. В 1915—1917 годах заведовал кафедрой анатомии 2-го Петроградского мединститута. Параллельно работал в Музее антропологии и этнографии Российской академии наук. С 1917 года заведовал кафедрой нормальной анатомии Медицинского факультета Донского университета в Ростове-на-Дону. В 1924 году входил в состав экспертной комиссии по осмотру и приёму тела В. И. Ленина после бальзамирования. C 1942 года в эмиграции в Вене, затем в Мюнхене, с 1951 года в Аргентине.
Известен как один из основоположников Ростовской школы анатомов. Автор свыше 300 работ по различным вопросам анатомии, антропологии, гистологии, эмбриологии и гигиены. Автор 6 глав учебника «Анатомия человека» (1932). Под его руководством были защищены 5 докторских и 10 кандидатских диссертаций. Среди его учеников Н. И. Ансеров, С. С. Данилов, Н. Г. Туркевич, П. А. Соколов, Н. И. Одноралов, В. С. Попов.

## Сочинения
- К анатомии сонных артерий // Хирург. Архив Вельяминова. Кн.2.- Петроград, 1915.
- Zur topographischen Anatomie der Carotidenarterien // Anat. Anz.-1924- 1925.-Bd.59.-S. 148—153.
- Об искусственно деформированных черепах на Юго-Востоке России // Изв. ДГУ Т.5.-Ростов-на-Дону, 1925.- С.70-76
- О деформированных макроцефалических черепах на Юго-Востоке России // Бюлл. об-ва анат. и антропол. при ДГУ Выл. 1.-Ростов-на-Дону,1925.- С.1-5.
- Цель и задачи общества анатомии и антропологии // Бюлл. об-ва анат. и антропол. при ДГУ. Вып.1.-Ростов-на-Дону, 1925.- С.6-9.
- Задачи социальной антропологии // Вестник Кавк. окр. путей сообщения. Ростов-на-Дону, 1922.-№ 3.-С.2-8.
- К вопросу о происхождении подковообразной почки на основании исследования случая у человеческого зародыша 35 мм. // Мед. мысль. Ростов-на-Дону.-1922.-№ 1 .-С.24-29.
- Об измерении нижней конечности на живом // Русский антропологический журнал,-1922.-Т. XII, Кн.3-4.-С.34-37.
- К вопросу о развитии гесеззиз ПеосаесаЦз у человеческого зародыша // Тр. 1 Всероссийского съезда зоол., анат. и гистол. в Петрограде 15- 21/ XII 1922.- Петроград, 1923,- С.189.
- Об измерении длины нижней конечности // Бюлл. об-ва анат. и антропол. при ДГУ Вып.1.-Ростов-на-Дону,1925.- С.14-15.
- Яцута К. З. Впечатление эксперта о бальзамировании тела В.И Ленина // Бюлл. антропол. об-ва при СКГУ Вып. 1.-Ростов-на-Дону,1925.- С.43-48.
- Развитие верхнего брюшинного кармана слепой кишки // Бюлл. об-ва анат. и антропол. при ДГУ. Вып.1.-Ростов-на-Дону, 1925,- С.15
- Об антропологическом составе населения Юго-Востока России // Бюлл. об-ва анат. и антропол. при ДГУ. Вып.1.- Ростов-на-Дону, 1925,- С.15-23.
- О развитии гесеззиз ПеосесаКз // Бюлл. об-ва анат. и антропол. при ДГУ .Вып. 1 .-Ростов-на-Дону,1925.-С.34-37.
- Анатомическое исследование наружного гермафродита // Изв. СКГУ.- Ростов-на-Дону, 1926.Т. П.-С.141-151.
- К вопросу о вариации начала восходящей шейной артерии и положения нижней щитовидной артерии // Научная мысль,-1927.- № 7.- С.2-6
- Диоптрография как метод топографо-анатомическо-го исследования органов // Мед. мысль. Ростов-на-Дону, 1927.-Т.4 Кн. 3-5.-C.1-3.
- Опыт определения конституции по методу построения контуров // Сб. по психоневрологии, посвящ. проф. А. Л. Ющенко.- Ростов-на-Дону, 1928.- С.542-544.
- Несколько слов по поводу «паховой точки», предложенной автором для определения длины ноги // Чело-век.-1928,- № 2-4.-С.232-233.
- О некоторых неандерталоидных признаках на черепах современных людей // Бюлл. об-ва анат. и антро-пол. при СКГУ. Вып.2.-Ростов-на-Дону,1929.- С.76.
- Задачи современной анатомии и метод проекции в ней // Врач, дело.- 1930.-№ 23.-С.1-7.
- О некоторых ямках пристеночной брюшины у человеческого зародыша // 13 лет научной медицины на Северном Кавказе.- Ростов-на-Дону,1934.-С. 176—186.
- Неандертальские признаки на черепах современного человека //Уч. зап. РГУ. Вып.3 .-Ростов-на-Дону,1935.
- Деформированный череп из кургана близ станицы Мелиховской // Сов. Краеведение. -Ростов-на-Дону, 1935.-С.65-72.
- К вопросу об особенностях в распределении крупных артерий при леворукости // Тр. РГМИ. Т.5.-Ростов-на-Дону, 1939.-C.3-6.
- Нарушение сегментации при образовании сросшихся конечностей // Тр. Ростовск. мед. инст., юбилейный сб. Вып.7.-Ростов-на-Дону, 1940.-С.10-15.